# Corre e Costura com Alexandre Herchcovitch
Corre e Costura com Alexandre Herchcovitch é um programa de televisão brasileiro exibido originalmente pelo canal de televisão por assinatura Fox Life desde o dia 26 de março de 2016. O programa é protagonizado pelo estilista Alexandre Herchcovitch, que terá como desafio criar roupas exclusivas para pessoas comuns em um prazo de 48 horas, contando também em seu elenco com a mãe do estilista, Regina Herchcovitch, e com o seu assistente, Rhody.
A produção do programa é feita pela sucursal brasileira da empresa norte-americana Fox Networks Group, dona do canal Fox Life, em parceira com a produtora Conspiração Filmes. O programa também é exibido em sinal aberto pelo SBT desde o dia 27 de agosto de 2016.

## Formato
O estilista Alexandre Herchcovitch tem como desafio principal do programa criar uma roupa exclusiva para pessoas comuns para usarem em eventos importantes de suas vida no qual gostariam de usar um modelo de roupa especial para a tal ocasião. Herchcovitch e a sua equipe, com a ajuda de sua mãe, Regina Herchcovitch, e de seu assistente Rhody, terão que criar a vestimenta em um prazo de até 48 horas.

## Exibição
O programa teve a sua primeira temporada exibida originalmente pelo Fox Life ente os dias 26 de março de 2016, que contou ao todo com oito episódios com duração de meia hora cada. A mesma temporada estreou no SBT em 27 de agosto de 2016, sendo exibido semanalmente ao sábados. Com a estreia no SBT, a grade de programação local da emissora teve que ser alterada.